# NGC 3861
NGC 3861 (również PGC 36604 lub UGC 6724) – galaktyka spiralna z poprzeczką znajdująca się w gwiazdozbiorze Lwa. Odkrył ją John Herschel 23 marca 1827 roku.  Jest to galaktyka z aktywnym jądrem typu LINER.
W jej pobliżu widoczna jest mniejsza galaktyka NGC 3861B (inne jej oznaczenia to PGC 36610 lub CGCG 097-129 NED02). Obie te galaktyki należą do gromady galaktyk Abell 1367, jednak znacznie różnią się prędkością recesji, co może świadczyć o tym, że nie są ze sobą fizycznie powiązane.
W galaktyce NGC 3861 zaobserwowano supernową SN 2014aa.